# NGC 4806
NGC 4806 is een balkspiraalstelsel in het sterrenbeeld Waterslang. Het hemelobject werd op 30 maart 1835 ontdekt door de Britse astronoom John Herschel.

## Synoniemen
- ESO 443-12
- MCG -5-31-3
- AM 1253-291
- IRAS 12535-2914
- PGC 44116